# Elisa Menniti
Elisa Menniti ist eine australische Schauspielerin, Filmproduzentin und Drehbuchautorin.

## Leben
Menniti wuchs in einem ländlichen Teil Australiens als Kind von Einwanderern der ersten und zweiten Generation auf. Sie studierte am National Institute of Dramatic Art in Sydney. 2013 spielte sie im Kurzfilm Chasing the Cat mit. 2014 hatte sie eine Episodenrolle in der Fernsehserie A Class Act inne. 2015 folgten Besetzungen im Film Drown und in einer Episode der Fernsehserie The Rugby Bored. Sie lebt seit mehreren Jahren in den USA. Daher wirkte sie 2021 in der US-amerikanischen Filmproduktion Megalodon Rising – Dieses Mal kommt er nicht allein in der Rolle der Kriegsschiffärztin Dr. Ray mit. Seit August 2020 ist sie mit der in Los Angeles ansässigen Filmproduktionsfirma HoneyBrumby Productions selbstständig. Produziert wurden 2021 unter anderen die Dokumentation K-Swiss Dreamers & Doers und der Kurzfilm Mikey & Marie, in dem sie die weibliche Titelrolle darstellte. Außerdem verfasste sie das Drehbuch.

## Filmografie (Auswahl)

### Schauspiel
- 2013: Chasing the Cat (Kurzfilm)
- 2014: A Class Act (Fernsehserie, Episode 1x02)
- 2015: Drown
- 2015: The Rugby Bored (Fernsehserie, Episode 2x03)
- 2021: Megalodon Rising – Dieses Mal kommt er nicht allein (Megalodon Rising)
- 2021: Mr Sleep (Kurzfilm)
- 2021: Mikey & Marie (Kurzfilm)

### Produktion
- 2021: K-Swiss Dreamers & Doers (Dokumentation)
- 2021: Mr Sleep (Kurzfilm)
- 2021: Mikey & Marie (Kurzfilm)
- 2021: Point God (Fernsehserie, 12 Episoden)

### Drehbuch
- 2021: Mikey & Marie (Kurzfilm)